# Гибсон Флатс (Монтана)
Гибсон Флатс (енгл. Gibson Flats) насељено је место без административног статуса у америчкој савезној држави Монтана.

## Демографија
По попису из 2010. године број становника је 199.
| Група             | 2000.    | 2010.       |
| Белци             | 0 (0,0%) | 174 (87,4%) |
| Афроамериканци    | 0 (0,0%) | 0 (0,0%)    |
| Азијати           | 0 (0,0%) | 3 (1,5%)    |
| Хиспаноамериканци | 0 (0,0%) | 10 (5,0%)   |
| Укупно            | 0        | 199         |